# Polygala poaya
Polygala poaya là một loài thực vật có hoa trong họ Polygalaceae. Loài này được Mart. miêu tả khoa học đầu tiên năm 1823.